# Twilight Zone – på gränsen till det okända
Twilight Zone - På gränsen till det okända (engelska: Twilight Zone: The Movie) är en amerikansk film från 1983. Den bygger på TV-serien Twilight Zone, skapad av Rod Serling, som sändes åren 1959–1964.
Filmen innehåller fyra berättelser, alla av övernaturlig karaktär och cirka 25 minuter långa vardera, samt en prolog. Prologen och den första berättelsen regisserades av John Landis, de andra tre av Steven Spielberg, Joe Dante samt George Miller. Berättelserna har så gott som ingenting med varandra att göra. Tre av berättelserna är nyinspelningar av avsnitt från TV-serien (avsnitten "Kick the Can", "It's a Good Life" och "Nightmare at 20,000 Feet") medan Landis segment endast är inspirerat av serien.

## Medverkande i urval
Vissa medverkar i flera roller
- Dan Aykroyd
- Albert Brooks
- Scatman Crothers
- John Lithgow
- Burgess Meredith
- Vic Morrow
- Priscilla Pointer
- Kathleen Quinlan
- Cherie Currie
- Kevin McCarthy
- Nancy Cartwright
- Dick Miller

## Helikopterolyckan under inspelningen
Filmen är ökänd för helikopterolyckan som inträffade under inspelningen av Landis segment där tre människor miste livet. Under en komplicerad tagning på nattetid svävade en helikopter på låg höjd men skadades av pyroteknik och kraschlandade i grunt vatten. Skådespelaren Vic Morrow, som vid tillfället bar två barn i 6–7-årsåldern över vattendraget, halshöggs tillsammans med det ena barnet av helikopterns rotorblad samtidigt som helikopterkroppen krossade det andra barnet. Barnen anlitades med svarta pengar. Olyckan fångades på film från minst tre kameravinklar, men användes (naturligtvis) inte i den färdiga filmen. Alla tidigare scener med de två barnen som hade spelats in ströks, och hela Landis segment fick kortas ner avsevärt.